# (6894) Macreid
(6894) Macreid (1986 RE2) – planetoida z pasa głównego asteroid okrążająca Słońce w ciągu 4,32 lat w średniej odległości 2,65 j.a. Odkryta 5 września 1986 roku.